# Engleski nogometni savez
Engleski nogometni savez (The Football Association - The FA), krovna je nogometna organizacija u Engleskoj i njenim krunskim posjedima, Jerseyu, Guernseyu i Otoku Manu. Osnovan je 26. listopada 1863. te je najstariji nogometni savez na svijetu. Član je FIFA-e od 1905., a UEFA-e od 1954.

## Natjecanja
Engleski nogometni savez kontrolira sljedeća natjecanja:
- FA Premier Liga
- FA kup
- FA Trophy
- FA Vase
- FA kup za žene
- FA Premier Liga kup za žene
- FA juniorski kup
- FA Sunday kup
- FA County juniorski kup
- FA Community Shield
- FA National League System kup
- FA Futsal kup

## Vanjske poveznice
- Službena stranica

| 1. – 4. rang | FA Premier liga (prvaci / vječna tablica) • Championship • League One • League Two |
|              | |
| 5. – 6. rang | Football Conference (National • North • South) |
|              | |
| 7. – 8. rang | Northern Premier (Premier Division • Division One North • Division One South) • Southern League (Premier Division • Division One Midlands • Division One South & West) • Isthmian League (Premier Division • Division One North • Division One South) |
|              | |
| bivše lige   | Football Alliance |

| trenutni | FA kup • Liga kup • FA Community Shield • EFL Trophy • FA Trophy • FA Vase • FA NLS Cup |
|          | |
| bivši    | Full Members Cup • Football League Super Cup • Mercantile Credit Centenary Trophy • Football League Group Cup • Football League War Cup • Watney Cup • Conference League Cup • FA Amateur Cup • Southern Professional Floodlit Cup |

| 1. – 4. rang | FA Premier liga (prvaci / vječna tablica) • Championship • League One • League Two |
|              | |
| 5. – 6. rang | Football Conference (National • North • South) |
|              | |
| 7. – 8. rang | Northern Premier (Premier Division • Division One North • Division One South) • Southern League (Premier Division • Division One Midlands • Division One South & West) • Isthmian League (Premier Division • Division One North • Division One South) |
|              | |
| bivše lige   | Football Alliance |

| trenutni | FA kup • Liga kup • FA Community Shield • EFL Trophy • FA Trophy • FA Vase • FA NLS Cup |
|          | |
| bivši    | Full Members Cup • Football League Super Cup • Mercantile Credit Centenary Trophy • Football League Group Cup • Football League War Cup • Watney Cup • Conference League Cup • FA Amateur Cup • Southern Professional Floodlit Cup |

| 1. – 4. rang | FA Premier liga (prvaci / vječna tablica) • Championship • League One • League Two |
|              | |
| 5. – 6. rang | Football Conference (National • North • South) |
|              | |
| 7. – 8. rang | Northern Premier (Premier Division • Division One North • Division One South) • Southern League (Premier Division • Division One Midlands • Division One South & West) • Isthmian League (Premier Division • Division One North • Division One South) |
|              | |
| bivše lige   | Football Alliance |

| trenutni | FA kup • Liga kup • FA Community Shield • EFL Trophy • FA Trophy • FA Vase • FA NLS Cup |
|          | |
| bivši    | Full Members Cup • Football League Super Cup • Mercantile Credit Centenary Trophy • Football League Group Cup • Football League War Cup • Watney Cup • Conference League Cup • FA Amateur Cup • Southern Professional Floodlit Cup |

| 1. – 4. rang | FA Premier liga (prvaci / vječna tablica) • Championship • League One • League Two |
|              | |
| 5. – 6. rang | Football Conference (National • North • South) |
|              | |
| 7. – 8. rang | Northern Premier (Premier Division • Division One North • Division One South) • Southern League (Premier Division • Division One Midlands • Division One South & West) • Isthmian League (Premier Division • Division One North • Division One South) |
|              | |
| bivše lige   | Football Alliance |

| trenutni | FA kup • Liga kup • FA Community Shield • EFL Trophy • FA Trophy • FA Vase • FA NLS Cup |
|          | |
| bivši    | Full Members Cup • Football League Super Cup • Mercantile Credit Centenary Trophy • Football League Group Cup • Football League War Cup • Watney Cup • Conference League Cup • FA Amateur Cup • Southern Professional Floodlit Cup |

| Europski nogometni savezi (UEFA) | Europski nogometni savezi (UEFA) |
| --- | -------------------------------- |
| |                                  |
| Albanija • Andora • Armenija • Austrija • Azerbajdžan • Belgija • Bjelorusija • BiH • Bugarska • Cipar • Crna Gora • Češka • Danska • Engleska • Estonija • Finska • Farskih Otoka • Francuska • Gibraltar • Grčka • Gruzija • Hrvatska • Irska • Island • Italija • Izrael • Kazahstan • Kosovo • Latvija • Lihtenštajn • Litva • Luksemburg • Mađarska • Malta • Moldova • Nizozemska • Norveška • Njemačka • Poljska • Portugal • Rumunjska • Rusija • San Marino • Srbija • Sjeverna Irska • Sjeverna Makedonija • Slovačka • Slovenija • Škotska • Španjolska • Švedska • Švicarska • Turska • Ukrajina • Wales |                                  |
| |                                  |
| Bivše članice ČSSR • Jugoslavija • DR Njemačka • SR Njemačka • SiCG • SSSR |                                  |
| Bivše članice |                                  |
| |                                  |
| ČSSR • Jugoslavija • DR Njemačka • SR Njemačka • SiCG • SSSR |                                  |

| Bivše članice                                                |
|                                                              |
| ČSSR • Jugoslavija • DR Njemačka • SR Njemačka • SiCG • SSSR |

| Europski nogometni savezi (UEFA) | Europski nogometni savezi (UEFA) |
| --- | -------------------------------- |
| |                                  |
| Albanija • Andora • Armenija • Austrija • Azerbajdžan • Belgija • Bjelorusija • BiH • Bugarska • Cipar • Crna Gora • Češka • Danska • Engleska • Estonija • Finska • Farskih Otoka • Francuska • Gibraltar • Grčka • Gruzija • Hrvatska • Irska • Island • Italija • Izrael • Kazahstan • Kosovo • Latvija • Lihtenštajn • Litva • Luksemburg • Mađarska • Malta • Moldova • Nizozemska • Norveška • Njemačka • Poljska • Portugal • Rumunjska • Rusija • San Marino • Srbija • Sjeverna Irska • Sjeverna Makedonija • Slovačka • Slovenija • Škotska • Španjolska • Švedska • Švicarska • Turska • Ukrajina • Wales |                                  |
| |                                  |
| Bivše članice ČSSR • Jugoslavija • DR Njemačka • SR Njemačka • SiCG • SSSR |                                  |
| Bivše članice |                                  |
| |                                  |
| ČSSR • Jugoslavija • DR Njemačka • SR Njemačka • SiCG • SSSR |                                  |

| Bivše članice                                                |
|                                                              |
| ČSSR • Jugoslavija • DR Njemačka • SR Njemačka • SiCG • SSSR |